# AM International Jacquard Systems J100 - J500
AM International Jacquard Systems J100 - J500 (J100 - J500) је професионални рачунар, производ фирме AM International Jacquard Systems који је почео да се израђује у САД током 1980. године.
Користио је четири 16-битне AMD 2900 аритметичко логичке јединице као централни микропроцесор а RAM меморија рачунара J100 - J500 је имала капацитет од 128 KB. 
Као оперативни систем кориштен је посебни DOS.

## Детаљни подаци
Детаљнији подаци о рачунару J100 - J500 су дати у табели испод.
|                       |                                                   |
| [ 1 ]                 |                                                   |
| Произвођач            |                                                   |
| Тип                   | професионални рачунар                             |
| Меморија              | 128 KB                                            |
| Поријекло             | Сједињене Америчке Државе                         |
| Година                | 1980                                              |
| Тастатура             | тастатура са пуним помаком тастера                |
| Процесор              | четири 16-битне 2900 аритметичко логичке јединице |
| Фреквенција процесора |                                                   |
| RAM                   | 128 KB                                            |
| ROM                   | непознато                                         |
| Текст                 | 80 знакова. x 24 линије                           |
| Графика               | нема боја                                         |
| Боја                  | {{{боја}}}                                        |
| Звук                  | нема звука                                        |
| Димензије             | непознато                                         |
| Портови               |                                                   |
| Оперативни систем     | посебни                                           |